# ثيا بيكمان
ثيا بيكمان (بالهولندية: Thea Beckman)‏ هي كاتِبة وكاتبة للأطفال هولندية، ولدت في 23 يوليو 1923 في روتردام في هولندا، وتوفيت في 5 مايو 2004 في بونيك في هولندا.

## وصلات خارجية
- ثيا بيكمان على موقع IMDb (الإنجليزية)
- ثيا بيكمان على موقع قاعدة بيانات الفيلم (الإنجليزية)
- ثيا بيكمان على موقع كينوبويسك (الروسية)